# Pyzdry (stacja kolejowa)
Pyzdry – dawna stacja kolei wąskotorowej w Pyzdrach, w województwie wielkopolskim, w Polsce.